# 노틀담의 꼽추 (1956년 영화)
노틀담의 꼽추(Notre-Dame de Paris, The Hunchback Of Notre Dame)는 프랑스에서 제작된 장 들라누와 감독의 1956년 드라마, 공포 영화이다. 빅토르 위고의 동명 소설이 영화의 원작이다. 지나 롤로브리지다 등이 주연으로 출연하였다.

## 출연

### 주연
- 지나 롤로브리지다
- 앤서니 퀸
- 장 다네
- 알레인 커니

### 조연
- 로베르 이르쉬
- 필립페 클레이
- 모리스 사파티
- 자크 힐링
- 자크 뒤필로
- 발렌틴 테지어

## 제작진
- 원작자: 빅토르 위고

## 한국판 성우진 (MBC, 1992년 9월 19일)
- 김기현 - 콰지모도 (앤서니 퀸)
- 이경자 - 에스메랄다 (지나 롤로브리지다)
- 황일청
- 한규희
- 서영애
- 박태호
- 정승현
- 김강산
- 이병식
- 이영달
- 이도련
- 최상기
- 한상혁
- 김혜경
- 이미자
- 성유진
- 손원일